# Zarandoi
Die Afghanische Pfadfinder-Organisation (paschtunisch 'د افغانستان څارندوی ټولنه Da Afghānistan Sārandoy Tolena), kurz Zarandoi, wurde 1931 in Afghanistan gegründet.

## Geschichte

### 1931 bis 1947
Die Organisation machte ihre Gründung in der Regierungszeit von Nadir Schah mit etwa 300 Mitgliedern bekannt. Von 1932 an gehörte sie der Weltpfadfinderorganisation (WOSM) an. Doch bereits im Jahr 1947 wurde die Organisation durch die Regierung verboten, da die Pfadfinder beschuldigt worden waren, Feueranbeter zu sein. Während eines Zeltlagers hatten sie musiziert und Lieder um ein Lagerfeuer gesungen. 

### 1956 bis 1978
Im Jahre 1957 war die Organisation im Rahmen der Demokratisierungsbestrebungen in Afghanistan wiederaufgebaut und zählte ca. 7000 Mitglieder. Zu dieser Zeit übten die Onkel von König Zahir Schah die Macht aus. 
Der Hof, an dessen Spitze damals König Zahir Schah stand, war von der Organisation sehr angetan. Die Initiatoren der afghanischen Sektion haben den allgemeinen Prinzipien der Pfadfinderbewegung weitere Pflichten, wie Pflicht zu König, Nation und Land, hinzugefügt. Disziplin und Pflicht waren willkommene Erziehungsziele für die Regierenden, die die Organisation im Vergleich zu anderen Staaten sehr straff und beinahe militärisch organisierten. Zwar benutzten die Regierenden diese Organisation eher für die Stabilisierung des Staates, jedoch hat die Organisation trotz dieser Instrumentalisierung einen großen Beitrag zur Jugendarbeit in Afghanistan geleistet, vor allem was Verantwortung, Selbstständigkeit, Gemeinschaftssinn und Gleichberechtigung anbelangt, sowie gegenseitige Achtung und das Verhalten gegenüber Mädchen und Frauen. 
Auch einige Söhne des Königs und Mitglieder seines Hofstaats zogen die Kluft an. Die Bundesrepublik Deutschland spendierte die Kluft für die afghanische Pfadfinderorganisation. Von den Diensten der Organisation profitierten überwiegend die Kinder der privilegierten Schichten der Gesellschaft, insbesondere aus dem Stamm des Königs und deren staatstragende Oberschichten, die das Land verließen, als die prosowjetischen Kräfte die Macht übernahmen.
Die Organisation war als eine staatliche Behörde dem Erziehungsministerium angegliedert, deren Vorsitz Omar Wardak innehatte, während Popal Erziehungsminister war. In seiner Amtszeit wurde auch eine Schule für die Ausbildung und Fortbildung der Pfadfindergruppenleiter gegründet. 
Aus Bundesrepublik Deutschland kamen Eberhard Krüger und Frau Rosemarie Jungermann, um die Pfadfinderlehrkräfte in Afghanistan weiterzubilden.
Während der Amtszeit von Nassim im Jahre 1964 nahm die Organisation an der vierten Pfadfinderkonferenz in Malaysia teil und erhielt die Mitgliedsurkunde bei der Weltpfadfinderkonferenz. 
Ab 1959 spielten Frauen eine große Rolle beim Aufbau der Organisation. An den Festen und Unabhängigkeitsfeierlichkeiten in den 1960er und 1970er Jahren nahmen die afghanischen Pfadfinder und Pfadfinderinnen im Rahmen des Aufbaus und der Organisation von Kulturveranstaltungen teil. Mermon Parwin unterstützte die Organisation, sang einige Pfadfinderlieder und trat wiederholt im Fest-Pavillon der Pfadfinderorganisation auf.
Im Jahre 1961 nahm eine Pfadfindergruppe unter der Leitung des Präsidenten am 11. Pfadfinder-Jamboree in Griechenland teil und sie stellte sich bei der 19. internationalen Pfadfinderkonferenz vor. Am 1. Juni 1964 wurde die afghanische Pfadfinder-Organisation als Mitglied der Weltpfadfinder aufgenommen. Said Habib war der stellvertretende Präsident der afghanischen Pfadfinderorganisation. Er unterstützte die Gründung von Musikgruppen. 
Die Jugend- und Frauenarbeit sowie die Musik, Sport und Spiel der Pfadfinderorganisation nahmen in den Jahren von 1964 bis 1973 ständig zu. Die Vereine, die nun in verschiedenen Teilen des Landes Ortsgruppen hatten, gründeten beispielsweise weitere Musikgruppen, organisierten Zeltlager und führten andere freizeitpädagogische Maßnahmen durch, in denen die Kinder und Jugendlichen Basteln, Malen und Singen lernten. Allerdings waren die meisten Aktivitäten der Organisation auf Kabul beschränkt.

### 1978 bis 2001
Mit dem Putsch der prosowjetischen Gruppierungen wurde die Pfadfinderorganisation Teil des Innenministeriums und musste polizeiliche Aufgaben übernommen.
Mit der Pfadfinderei ging es bergab, als Daud wieder an die Macht kam. Während der Jahre der Unruhen und des Krieges, nach dem Putsch vom 1978, verließen ca. 10 Mio. Menschen das Land und suchten im Ausland, insbesondere in Pakistan (ca. 5 Mio. Menschen) und im Iran (ca. 3 Mio.), Zuflucht. Bereits zu Beginn der Unruhejahre verließen die privilegierten Bevölkerungsschichten das Land, so dass derartige Organisationen im Landesinneren nicht mehr bestehen konnten. Der Name Zarandoi wurde von den afghanischen Sicherheitskräften übernommen und die Organisation wurde ein Teil der afghanischen Polizei.

### 2001 bis heute
Nach dem Fall der Taliban 2002 gibt es Bestrebungen, Pfadfinder-Vereine zu gründen. Ernsthaftes Interesse bezüglich des Wiederaufbaus bzw. der Gründung einer Pfadfinderorganisation in Afghanistan scheint dort allerdings bisher niemand zu haben.
In Deutschland haben einige Ehemalige einen Verein A.P.V. (Afghanische Pfadfinder-Organisation) im Ausland gegründet. Der Verein ist in den Verband Deutscher Altpfadfindergilden integriert. Versuche des Vereins, der seinen Sitz in Lingen hat, eine Organisation in Afghanistan aufzubauen, wurden dort bisher nicht gut angenommen.
2004 soll eine Pfadfinder-Organisation in Afghanistan gegründet worden sein, von deren Aktivitäten wenig Informationen zur Verfügung stehen.